# Bradysia chunmeiae
Bradysia chunmeiae är en tvåvingeart som beskrevs av Yang, Zhang och Yang 1993. Bradysia chunmeiae ingår i släktet Bradysia och familjen sorgmyggor.
Artens utbredningsområde är Guizhou (Kina). Inga underarter finns listade i Catalogue of Life.